# میرویس احمدزی

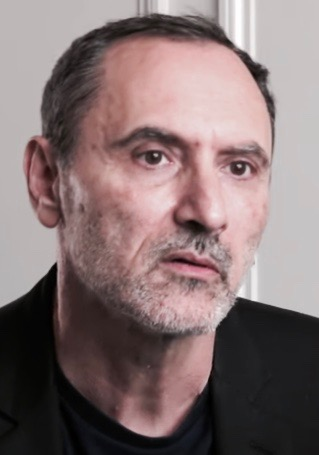
میرویس احمدزی، تهیه‌کننده و ترانه‌سُرای - ۲۰۲۲

میرویس احمدزی (Mirwais Ahmadzaï)، که عموماً با نام میرویس شناخته می‌شود، (زادروز ۱۹۶۰)، تهیه‌کننده و ترانه‌سرا است. وی در سوئیس از پدری افغان و مادری ایتالیایی به دنیا آمد و هم‌اکنون در پاریس فعالیت می‌کند. او یکی از رهبران سبک فرانسوی موسیقی رقص الکترونیک (progressive electronic dance music) است. میرویس در آلبوم‌های «موسیقی» (۲۰۰۰)، «زندگی آمریکایی» (۲۰۰۳)، «اعترافاتی روی جایگاه رقص» (۲۰۰۵) و «جشن» (۲۰۰۹) با مدونا (Madonna)، خواننده و بازیگر مشهور آمریکایی، همکاری داشته است.

## زندگی‌نامه
میرویس ۶ ساله بود که خانواده‌اش به فرانسه رفتند و تا هنوز در پاریس به سر می‌برند. میرویس یک آهنگساز و نوازندهٔ مستقل است که بیشتر آثارش در حوزهٔ موسیقی رقص الکترونیک جای می‌گیرد. او برای ۸ سال گیتاریست گروپ فرانسوی «دختر تاکسی» (Taxi Girl) بود، تا اینکه خود همراه با دوست دخترش ژولیت (Juliette)، گروپ «ژولیت و مستقل‌ها» (Juliette et les Independents) را تشکیل داد. میرویس پیش از همکاری با مدونا و کسب شهرت جهانی، آلبوم «تولیدات» را توسط کمپانی سونی به بازار عرضه کرد که در سال ۲۰۰۰ موفقیت و شهرت زیادی را برایش در پی داشت. به خصوص دو آهنگ «علم دیسکو» و «آهنگ ساده‌لوحانه» از همین آلبوم، هر کدام زمانی از جمله پرطرفدارترین‌ها در کلوپ‌های رقص بودند و در فرهنگ عامه به خوبی نفوذ پیدا کردند. آهنگ «علم دیسکو» (Disco Science) در فیلم «قاپ‌زنی» (گای ریچی، ۲۰۰۰) با بازی برد پیت (Brad Pitt) هم استفاده شده است.